# Kanton Pamandzi
Der Kanton Pamandzi ist ein Kanton im französischen Übersee-Département Mayotte. Er umfasst die Gemeinde Pamandzi.

## Geschichte
Das Gebiet der Gemeinde Pamandzi bildet unverändert seit 1977 einen Kanton. Vertreter im Generalrat von Mayotte war von 2011 bis 2015 Daniel Zaïdani.